# Elena Oriabinskaïa
Elena Sergeïevna Oriabinskaïa (en russe : Елена Сергеевна Орябинская), née le 15 mars 1994 à Salsk (Russie), est une rameuse russe.
Après deux médailles de bronze mondiales, elle est vice-championne olympique du deux sans barreur aux Jeux olympiques d'été de 2020 avec Vasilisa Stepanova.

## Carrière
Aux Jeux olympiques d'été de 2020, elle remporte la médaille d'argent du deux sans barreur avec Vasilisa Stepanova derrière les Néo-Zélandaises Kerri Gowler et Grace Prendergast.

## Palmarès

### Jeux olympiques
- médaille d'argent en deux sans barreur aux Jeux olympiques d'été de 2020 à Tokyo

### Championnats du monde
- médaille de bronze en deux sans barreur aux Championnats du monde 2018 à Plovdiv
- médaille de bronze en deux sans barreur aux Championnats du monde 2017 à Sarasota

### Championnats d'Europe
- médaille de bronze en huit aux Championnats d'Europe 2019 à Lucerne
- médaille d'or en quatre sans barreur aux Championnats d'Europe 2018 à Glasgow
- médaille de bronze en huit aux Championnats d'Europe 2017 à Račice
- médaille de bronze en huit aux Championnats d'Europe 2016 à Brandenbourg